# Élections législatives au Luxembourg
Les élections législatives (en luxembourgeois : Chamberwahlen), déterminent les 60 députés qui, dans le système monocaméral luxembourgeois, composent la Chambre des députés. La durée de leur mandat est de 5 ans.

## Principes
Les élections législatives sont déterminées dans les grandes lignes par la Constitution et dans le détail par la loi électorale. Les 60 membres de la chambre des députés sont ainsi élus au scrutin proportionnel plurinominal de liste avec possibilité d'un panachage et d'un vote préférentiel. La répartition des sièges est faite selon la méthode Hagenbach-Bishoff dans quatre circonscriptions plurinominales — Sud, Centre, Nord et Est — dotées respectivement de 23, 21, 9 et 7 députés. Il n'est pas fait recours à un seuil électoral.

### Quatre circonscriptions électorales

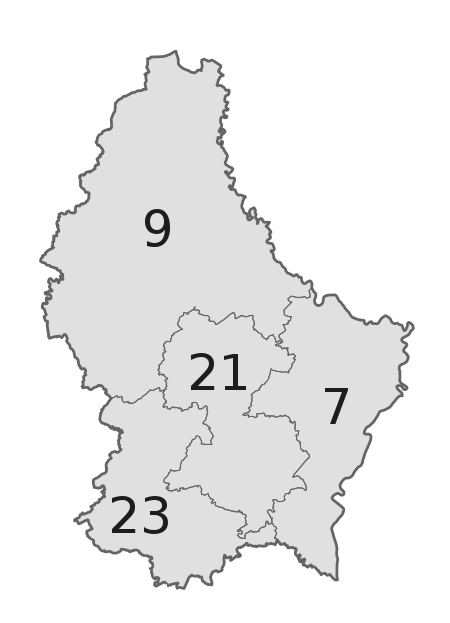
Les circonscriptions électorales et leur nombre de sièges.

Le pays est divisé en quatre circonscriptions électorales :
1. le Sud, comprenant les cantons d’Esch-sur-Alzette et Capellen ;
2. le Centre, comprenant les cantons de Luxembourg et Mersch ;
3. le Nord, comprenant les cantons de Diekirch, Redange, Wiltz, Clervaux et Vianden ;
4. l'Est, comprenant les cantons de Grevenmacher, Remich et Echternach.

Les villes d'Esch-sur-Alzette, de Luxembourg, de Diekirch et de Grevenmacher sont les chefs-lieux des circonscriptions électorales.
Le nombre des députés est fixé à 60 par la Constitution. La loi électorale fixe le nombre des députés à élire dans chacune des circonscriptions :
- circonscription du Sud : 23 députés
- circonscription du Centre : 21 députés
- circonscription du Nord : 9 députés
- circonscription de l’Est : 7 députés

| Circonscriptions    | Députés | Carte                                   |
| ------------------- | ------- | --------------------------------------- |
| Sud                 | 23      | \| Sud Est Centre Nord \|               |
| Est                 | 7       | \| Sud Est Centre Nord \|               |
| Centre              | 21      | \| Sud Est Centre Nord \|               |
| Nord                | 9       | \| Sud Est Centre Nord \|               |
|                     |         |                                         |
| Total               | 60      | Carte des circonscriptions électorales. |
| Sud Est Centre Nord |         |                                         |

### Suffrage universel direct
Les députés sont élus directement par la nation, sans intermédiaires, sur la base du suffrage universel pur et simple. Le régime du suffrage universel permet à tous les citoyens luxembourgeois, hommes et femmes, qui remplissent les conditions prévues par la loi, de participer à l'élection des députés.
Les députés sont élus au scrutin de liste, suivant les règles de la représentation proportionnelle.
Pour chacune des quatre circonscriptions électorales (Sud, Centre, Nord, Est), les groupements politiques doivent constituer des listes de candidats dont le nombre ne peut être supérieur au total des députés à élire dans la circonscription.

### Vote obligatoire
Le vote est obligatoire pour tous les électeurs inscrits sur les listes électorales. Les électeurs ne peuvent pas se faire remplacer. Ceux qui se trouvent dans l'impossibilité de prendre part au scrutin doivent faire connaître leurs motifs d'abstention au procureur d'État territorialement compétent, avec les justifications nécessaires. L'abstention non justifiée est punie d'une amende. La sanction s'aggrave en cas de récidive.
Sont excusés de droit les électeurs qui au moment de l’élection habitent une autre commune que celle où ils sont appelés à voter et les électeurs âgés de plus de 75 ans.

### Vote par correspondance
Tous les électeurs inscrits sur les listes électorales sont admis au vote par correspondance lors des élections législatives.

### Le vote
Les électeurs votent au chef-lieu de la commune de leur résidence ou dans les localités de vote déterminées par arrêté grand-ducal.
Les électeurs sont admis au vote le jour des élections de 8 heures du matin à 14 heures de l’après-midi. 
L'électeur doit se présenter au bureau de vote muni de sa carte d'identité ou de son passeport. La présentation de la convocation n’est pas obligatoire.
Chaque électeur dispose d'autant de suffrages qu'il y a de députés à élire dans sa circonscription.
Le vote peut être exprimé, soit par suffrage de liste, soit par suffrage nominatif.
L'électeur qui vote par suffrage de liste ne peut exprimer aucun autre vote, sous peine de faire annuler son bulletin de vote, à moins que la liste choisie comprenne moins de candidats qu'il y a de députés à élire dans la circonscription.
Celui qui vote nominativement peut choisir ses candidats sur la même liste ou sur des listes différentes, mais il doit avoir soin de ne pas exprimer plus de votes qu'il n'y a de sièges disponibles.
Il peut attribuer deux suffrages à chacun des candidats jusqu’à concurrence du total des suffrages dont il dispose.

### Répartition des sièges

#### Répartition des sièges entre les listes
La répartition des sièges entre les listes se fait proportionnellement au nombre total des suffrages recueillis par chaque liste.
D’abord, on procède à une première répartition. Le nombre total des suffrages valables est divisé par le nombre des députés à élire dans la circonscription +1. On obtient alors le nombre électoral qui sera aussitôt arrondi vers le haut s’il n’est pas entier. Ensuite, on divise le nombre de voix qu’une liste a obtenu par le nombre électoral pour connaître le nombre des sièges de la liste.
Si les sièges ne peuvent pas être tous distribués de cette manière, on procède à une répartition supplémentaire. On divise alors le nombre des voix d’une liste par le nombre des sièges obtenus +1. La liste qui obtient le nombre le plus élevé obtient le restant des sièges.

#### Répartition des sièges parmi les candidats
Les sièges sont ensuite attribués aux candidats ayant obtenu le plus de voix. S’il y a égalité des voix, privilège est accordé au candidat qui est désigné par tirage au sort par le président du bureau principal de la circonscription.
Le résultat du recensement général des suffrages et les noms des élus sont ensuite proclamés publiquement par le président du bureau.

### Proclamation officielle des résultats
Dès la clôture des bureaux de vote il incombe au bureau centralisateur gouvernemental de se faire communiquer par les bureaux de vote principaux des communes les résultats des élections par commune. Sur la base de ces résultats le bureau centralisateur détermine le jour même des élections le résultat officieux des élections.
Les résultats officiels sont proclamés par le président du bureau principal de chaque circonscription. Ces résultats sont validés par la Chambre des députés.

## Conditions de l'électorat

### Électeurs
Pour être électeur aux élections législatives, il faut :
- être luxembourgeois ou luxembourgeoise ;
- être âgé de dix-huit ans accomplis au jour des élections ;
- jouir des droits civils et politiques ;
- être domicilié dans le Grand-Duché de Luxembourg; les Luxembourgeois domiciliés à l’étranger sont admis aux élections législatives par la voie du vote par correspondance.

### Candidats
Pour être éligible, il faut :
- être luxembourgeois ou luxembourgeoise ;
- jouir des droits civils et politiques ;
- être âgé de 18 ans accomplis au jour de l'élection ;
- être domicilié dans le Grand-Duché de Luxembourg.

Ne sont pas éligibles les condamnés à des peines criminelles, les personnes qui, en matière correctionnelle, sont privées du droit de vote par condamnation, les majeurs en tutelle.